# Vladimír Holloš
Vladimír Holloš (* 10. března 1941 Žilina, Slovenský štát) je slovenský kameraman.

## Život
V letech 1962 – 1967 studoval na Katedře kamery na pražské FAMU.

## Filmografie
- 1979: Postav dom, zasaď strom, s Stanislavem Doršicem
- 1980: Karline manželstvá
- 1982: Pavilón šeliem, s Vladimírem Ješinou
- 1984: Král Drozdí brada (Kráľ Drozdia brada)
- 1986: Mahuliena, zlatá panna, s Janem Malířem
- 1988: Štek
- 1989: Chodník přes Dunaj
- 1990: V ranní mlze
- 1993: Anděl milosrdenství (Anjel milosrdenstva)
- 2002: Útěk do Budína